# Federação Esportiva do Comitê Paralímpico Nicaraguense
O Federação Esportiva do Comitê Paralímpico Nicaraguense (em castelhano:  Federación Deportiva del Comité Paralímpico Nicaragüense) é a organização responsável pela gestão das atividades esportivas paralímpicas na Nicarágua, e representa o país perante o Comitê Paralímpico Internacional desde o ano de 2001. Sua sede está localizada na cidade de Manágua, na Nicarágua.
O seu presidente é David Isaac Lopez Sevilla, que tomou posse em 2011, com um mandato com duração de quatro anos, sua administração está prevista para terminar em 2019.